# Androcharta brasiliensis
Androcharta brasiliensis är en fjärilsart som beskrevs av Butler 1876. Androcharta brasiliensis ingår i släktet Androcharta och familjen björnspinnare. Inga underarter finns listade i Catalogue of Life.